# Alessandro Robecchi
Alessandro Robecchi (Milano, 16 giugno 1960) è un giornalista, autore televisivo e scrittore italiano.

## Biografia
Giornalista professionista dal 1982, scrive per il Fatto Quotidiano. Fu editorialista del Manifesto, sul quale firmava ogni domenica la rubrica Voi siete qui. Collabora con MicroMega e il Misfatto, l'inserto satirico de il Fatto Quotidiano, con Style e Smemoranda. Dal 2007 è tra gli autori degli spettacoli di Maurizio Crozza, in televisione su Nove e in teatro. In TV conduce, dal 2008, Doc3, programma di Rai 3 che presenta una raccolta della produzione documentaristica italiana e internazionale. Sempre per Rai 3 è, dal 12 ottobre 2009 con lunghe interruzioni, autore con Peter Freeman della striscia quotidiana Figu - Album di persone notevoli, collezione di mini-biografie; seguita all'esperienza quinquennale della trasmissione Verba volant, dedicata alle parole della lingua italiana. Tra le esperienze televisive precedenti, i corsivi di Ballarò (Rai 3), e la collaborazione con la trasmissione Markette - Tutto fa brodo in TV di Piero Chiambretti (LA7).
Ha lavorato come caporedattore al settimanale satirico Cuore, e ha collaborato con Diario della Settimana, Diario del Mese, Gente Viaggi e altre. È stato critico musicale per L'Unità e ha collaborato al mensile di musica Il mucchio selvaggio, firmando i suoi commenti con lo pseudonimo di Roberto Giallo. È stato fondatore e direttore del mensile gratuito Urban. In radio, è stato direttore dei programmi a Radio Popolare, firmando per cinque anni una striscia satirica quotidiana, Piovono Pietre (premio Viareggio per la satira politica 2001). Ha scritto due saggi: Manu Chao, musica y libertad (Sperling e Kupfer, 2001) tradotto in cinque lingue e Piovono Pietre, cronache marziane da un paese assurdo (Editori Laterza, 2011), pamphlet satirico che descrive ironicamente la politica italiana, vincitore del premio Giuseppe Giusti 2013.
L'esordio nella narrativa risale al 2014, con il noir Questa non è una canzone d'amore (Sellerio, 2014), giunto alla sesta edizione e tradotto nel 2018 in Spagna (Ediciones Salamandra). Protagonista del romanzo e di quelli successivi è Carlo Monterossi, un ex autore televisivo, nauseato dalla televisione, che si trasforma in detective. Escono così presso Sellerio Dove sei stanotte (2015), Di rabbia e di vento (2016),Torto Marcio (2017) e Follia maggiore (2018), che vede come protagonisti, accanto a  Carlo Monterossi, Oscar Falcone ed i sovrintendenti di polizia Ghezzi e Carella.
Dai primi due romanzi sul personaggio, è tratto un adattamento televisivo intitolato Monterossi, prodotto da Amazon Studios e Palomar e in onda su Prime Video a partire dal 17 gennaio 2022, con Fabrizio Bentivoglio nel ruolo principale. Dal 10 Novembre 2023, sempre prodotto da Amazon Studios e Palomar è disponibile su Prime Video: Monterossi - La serie 2 tratto da Torto marcio in cinque episodi sempre con Fabrizio Bentivoglio nel ruolo principale di Carlo Monterossi e con gli stessi personaggi e attori della prima stagione.

## Opere
- Manu Chao. Música y libertad, Milano, Sperling & Kupfer, 2000. ISBN 88-200-3062-4.
- Piovono pietre. Cronache marziane da un paese assurdo, Roma-Bari, Laterza, 2011. ISBN 978-88-420-9715-0.
- Questa non è una canzone d'amore, Palermo, Sellerio, 2014. ISBN 88-389-3173-9.
- Il tavolo, racconto pubblicato nell'antologia "Vacanze in giallo", Palermo,  Sellerio, 2014.
- Dove sei stanotte, Palermo, Sellerio, 2015. ISBN 88-389-3318-9.
- Di rabbia e di vento, Palermo, Sellerio, 2016. ISBN 88-389-3496-7.
- Torto marcio, Palermo, Sellerio, 2017. ISBN 88-389-3607-2.
- Killer (La gita in Brianza), racconto pubblicato nell'antologia "Viaggiare in giallo", Palermo,  Sellerio, 2017.
- Doppio misto, racconto pubblicato nell'antologia "Un anno in giallo", Palermo,  Sellerio, 2017.
- Follia maggiore, Palermo, Sellerio, 2018. ISBN 88-389-3744-3
- I tempi nuovi, Palermo, Sellerio, 2019. ISBN 978-88-389-3920-4
- I cerchi nell'acqua, Palermo, Sellerio, 2020. ISBN 978-88-389-4050-7
- Flora, Palermo, Sellerio, 2021, ISBN 8838941661
- Una piccola questione di cuore, Sellerio, 2022, ISBN 9788838943454
- Cinque blues per la banda Monterossi, Sellerio 2023, ISBN 978-8838944925
- Pesci piccoli, Sellerio 2024, ISBN 978-8838946240
- Le verità spezzate, Rizzoli 2024, ISBN 978-8817183338
- Il tallone da killer, Sellerio 2025, ISBN 978-8838948145

### La serie di Carlo Monterossi

#### Questa non è una canzone d'amore (2014)
Carlo Monterossi è un autore televisivo cinquantenne che deve il suo successo a trasmissioni che lui stesso disprezza. Crazy Love è solo l'ultimo dei programmi che deprecabilmente riscuotono buona audience; l'autore ha deciso di defilarsi, ma sarà costretto ad un repentino rientro non tanto per le insistenze della vulcanica presentatrice, quanto per sfuggire ad un folle omicida ed aggiustare un torto.

#### Dove sei stanotte (2015)
Uno sconosciuto asiatico colto da amnesia s'intrufola in una festa a casa di Carlo e il giorno dopo verrà trovato morto nel bagagliaio dell'auto dell'autore televisivo.

#### Di rabbia e di vento (2016)
Casualmente, Carlo Monterossi, si trova coinvolto nelle indagini sul crudele omicidio di una escort di alto bordo; la rabbia per la morte della donna che aveva da poco conosciuto imporrà a lui e ad un paio di improbabili amici tortuose indagini parallele a quelle ufficiali.

#### Torto marcio (2017)
A Milano avvengono tre omicidi le cui indagini interessano molto a Carlo Monterossi ed al suo amico Oscar Falcone.

#### Follia maggiore (2018)
Dopo aver lasciato la produzione del programma Crazy Love, Carlo vuole dedicarsi a nuovi progetti televisivi insieme all'amico Oscar Falcone che intanto lo trascina in un nuovo caso: Umberto Serrani, un individuo in età avanzata, è sparito. Poco dopo il suo ritrovamento, si scopre che una traduttrice, Giulia Zerbi, è stata ritrovata morta e Monterossi con Falcone decidono di indagare assieme al sovrintendente e il vice Ghezzi.

#### I tempi nuovi (2019)
Uno studente modello ucciso con un colpo alla tempia e un uomo svanito nel nulla. Iniziano le indagini e le strade dei rudi e onesti sovrintendenti di polizia Carella e Ghezzi sono ancora una volta destinate a intersecarsi con quelle dei segugi dilettanti Carlo Monterossi e l’amico Oscar Falcone.

#### I cerchi nell'acqua (2020)
Due storie parallele che arrivano dal passato, un omicidio misterioso e sullo sfondo una Milano sotterranea, feroce e sorprendente che i due poliziotti Ghezzi e Carella battono palmo a palmo in un moltiplicarsi di domande, dubbi, colpi di scena. E intanto Carlo Monterossi assiste incredulo e disarmato al racconto impietoso di un mondo lontano dal suo.

#### Flora (2021)
Flora De Pisis è stata rapita. Monterossi si mette al lavoro con la «sua squadra»: l’investigatore Oscar Falcone, la sua socia Agatina Cirrielli, ex sovrintendente di polizia, e Bianca Ballesi che conosce i segreti indicibili del programma di Flora. È un vero sequestro o una trovata pubblicitaria? E poi: chi sono i rapitori? Cosa vogliono? La richiesta del riscatto arriva quasi subito: dieci milioni di euro, ma soprattutto – inaudito – un’ora di trasmissione in diretta nell’orario di massimo ascolto. 

#### Una piccola questione di cuore (2022)
Uno studente universitario incarica la Sistemi Integrati, l'agenzia di investigazioni fondata da Oscar Falcone di cui Carlo Monterossi è socio, di ritrovare la sua amante, una bellissima romena di quindici anni più anziana. Emerge l'oscuro passato della donna e il suo tentativo di cominciare a vivere in maniera differente.

#### Pesci piccoli (2024)
Flora De Pisis manda Monterossi a Zelo Surrigone, poco lontano dalla metropoli: un crocifisso si è messo a luccicare e un bel santone, don Vincenzo, un ex prete, predica di miracoli e raccoglie donazioni, un’occasione imperdibile per Crazy Love. Negli stessi giorni, un manager della Italiana Grandi Opere, un impero industriale delle costruzioni nel mondo, chiede aiuto alla Sistemi Integrati: l’azienda ha subìto uno strano furto, soldi, documenti, una pennetta USB. Il tutto mentre i poliziotti Ghezzi e Carella risolvono mugugnando una manciata di piccoli casi, storie ordinarie di disperazione e malavita di sopravvivenza, una caccia a tanti pesci piccoli, perché «servono un sacco di perdenti per tenere vivo il mito della città vincente».

#### Il tallone da killer (2025)
Questo romanzo è una sorta di spin-off della serie Monterossi. Il Biondo e Quello con la cravatta sono i due killer con cui abbiamo fatto conoscenza in alcuni episodi precedenti. Qui sono protagonisti di una commedia esilarante e nerissima, intrisa di acida ironia e di una sferzante denuncia della disperazione sociale dei nostri tempi.

### Altri romanzi

#### Le verità spezzate (2024)
Il grande regista de “Le verità spezzate”, Manlio Parrini, ha deciso di tornare dietro la macchina da presa. Celebrato da pubblico e critica, all’apice del successo aveva abbandonato il cinema perché gli sembrava “un posto senza verità”. Ma ora, superati i settant’anni, ha in testa una storia speciale: un film su Augusto De Angelis, pioniere del giallo italiano negli anni Trenta. La morte violenta di Augusto De Angelis – un uomo libero senza libertà – è, per il Maestro Parrini, un caso irrisolto, che puzza di ingiustizia e ottusa censura fascista e che oggi più che mai deve essere raccontato.
Ma proprio quando il regista ha trovato un produttore per il suo progetto e avviato la stesura della sceneggiatura insieme all’amica e complice Sara De Viesti, un altro giallo irrompe nella sua vita: l’omicidio dell’anziana vedova Bastoni, proprietaria della villa adiacente a casa sua. La stampa, avida di notizie, si getta sul caso e gli inquirenti si muovono tra mille ostacoli e condizionamenti, e anche Parrini si sente attratto da questo omicidio, che gli ricorda un delitto d’altri tempi, di quelli usciti dalla penna del suo Augusto De Angelis.